# Owe Wiktorin
Owe Erik Axel Wiktorin, född 7 maj 1940 i Motala, är en svensk militär och tidigare officer i flygvapnet. Åren 1994–2000 var Wiktorin Sveriges överbefälhavare.

## Biografi
Wiktorin blev 1964 fänrik i Flygvapnet. År 1966 befordrades han till löjtnant, år 1972 till kapten, år 1975 till major, år 1978 till överstelöjtnant, år 1983 till överste, år 1986 till generalmajor, år 1991 generallöjtnant och 1994 till general.
Wiktorin är son till kamrer Erik Wiktorin och Ester Johnsson. År 1961 tog han studentexamen, åren 1961–1962 flygutbildades han vid Krigsflygskolan (F 5) och blev 1964 officer i Flygvapnet. Åren 1964–1969 tjänstgjorde han som flygförare, åren 1969–1971 var han divisionschef för 73. attackflygdivisionen (Gustav Gul) vid Skaraborgs flygflottilj (F 7). Åren 1971–1973 studerade han vid Militärhögskolan (MHS). Åren 1979–1980 studerade han vid Air Command and Staff College i USA. Åren 1980–1983 var han chef för Försvarsstabens planeringsavdelning. Åren 1983–1984 var han ställföreträdande sektorflottiljchef för Jämtlands flygflottilj. Åren 1984–1986 var han chef för sektion 1 vid Flygstaben. Åren 1986–1991 var han chef för Försvarsstabens planeringsledning. Åren 1991–1992 var han chef för Försvarsstaben. Åren 1992–1994 var han militärbefälhavare för Södra militärområdet. År 1994 befordrades han till general och blev överbefälhavare. Han stannade på posten till 2000.
Han gifte sig 1965 med Cajs Gårding (född 1943). Wiktorin invaldes 1985 som ledamot av Krigsvetenskapsakademien. Han mottog den 6 juni 2000 H.M. Konungens medalj i den 12:e storleken i guld med kedja med motiveringen: "För framstående insatser för Sveriges försvar".